# Marder (БМП)
«Ма́рдер» (нім. Marder — куниця) — німецька гусенична бойова машина піхоти концерну Rheinmetall. Основна бойова машина танко-гренадерських дивізій Бундесверу з 1970-х років.
Плановим наступником Marder 1 спочатку мав стати проєкт Marder 2 у 1990-х роках, але після його скасування наступником стала БМП «Puma» у 2010-х роках. Наразі «Marder» в німецькій армії замінюється на БМП «Puma».

## Історія розробки
Проект «Marder» розпочався у вересні 1959 року під час початкового етапу виробництва HS 30. Метою було створити бойову машину піхоти, що відповідала б танку Leopard 1. Військові вимоги були сформульовані штабом ATV (Підготовка, Техніка, Випробування) Школи бронетанкових військ у Мюнстері й включали наступні вимоги до характеристик:
- Загальна чисельність екіпажу — 12 осіб (з можливістю десантування 10 осіб, якщо командир також діє як лідер групи).
- Високий рівень захисту екіпажу.
- Висока маневровість на полі бою аналогічна з танком «Leopard 1».
- Надійна 20-мм бортова гарматна установка.
- Легкий перехід між боями на борту та поза машиною.
- Захист від ЗМУ.

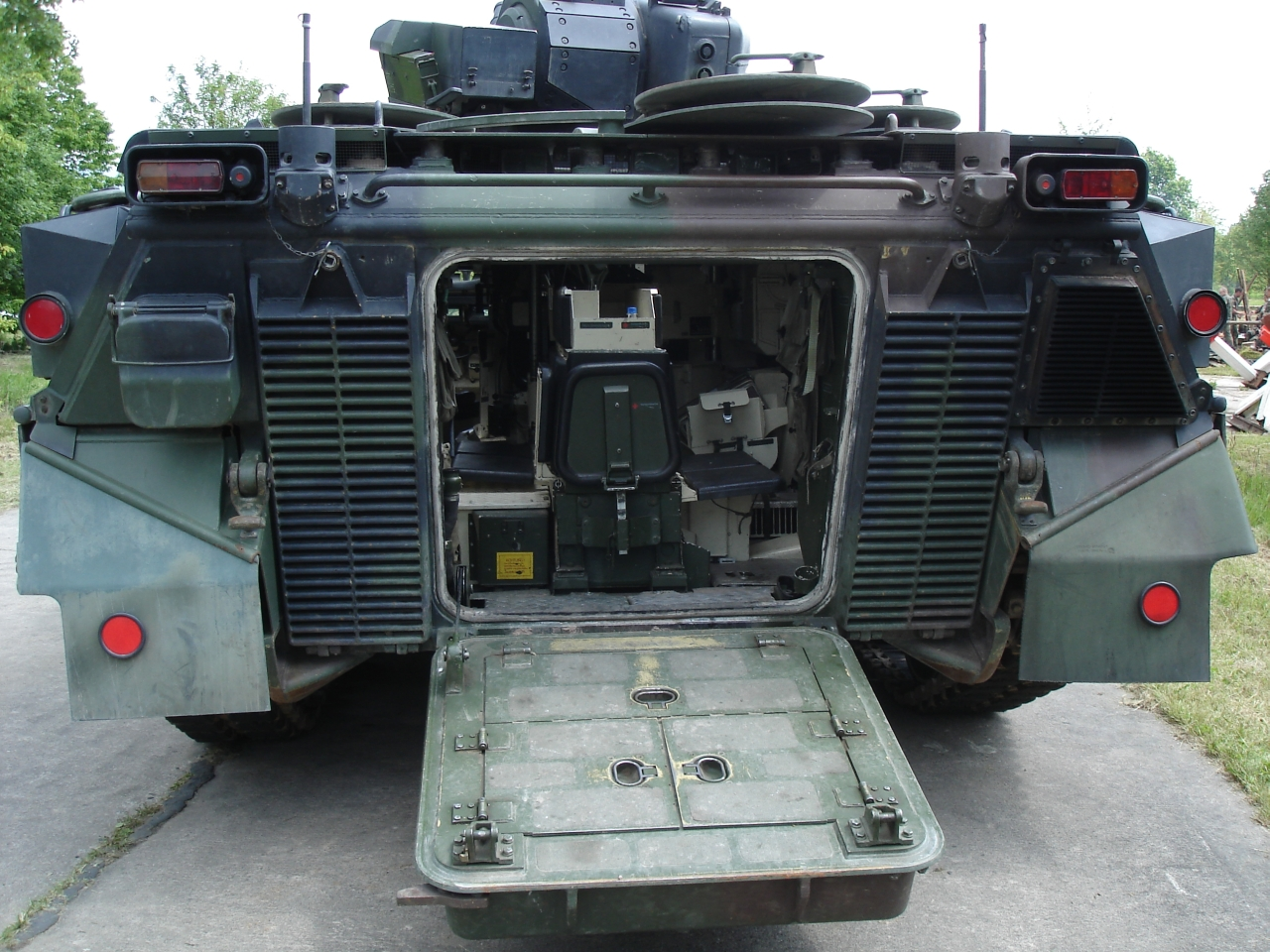
Marder 1A3 ззаду, з опущеною апареллю

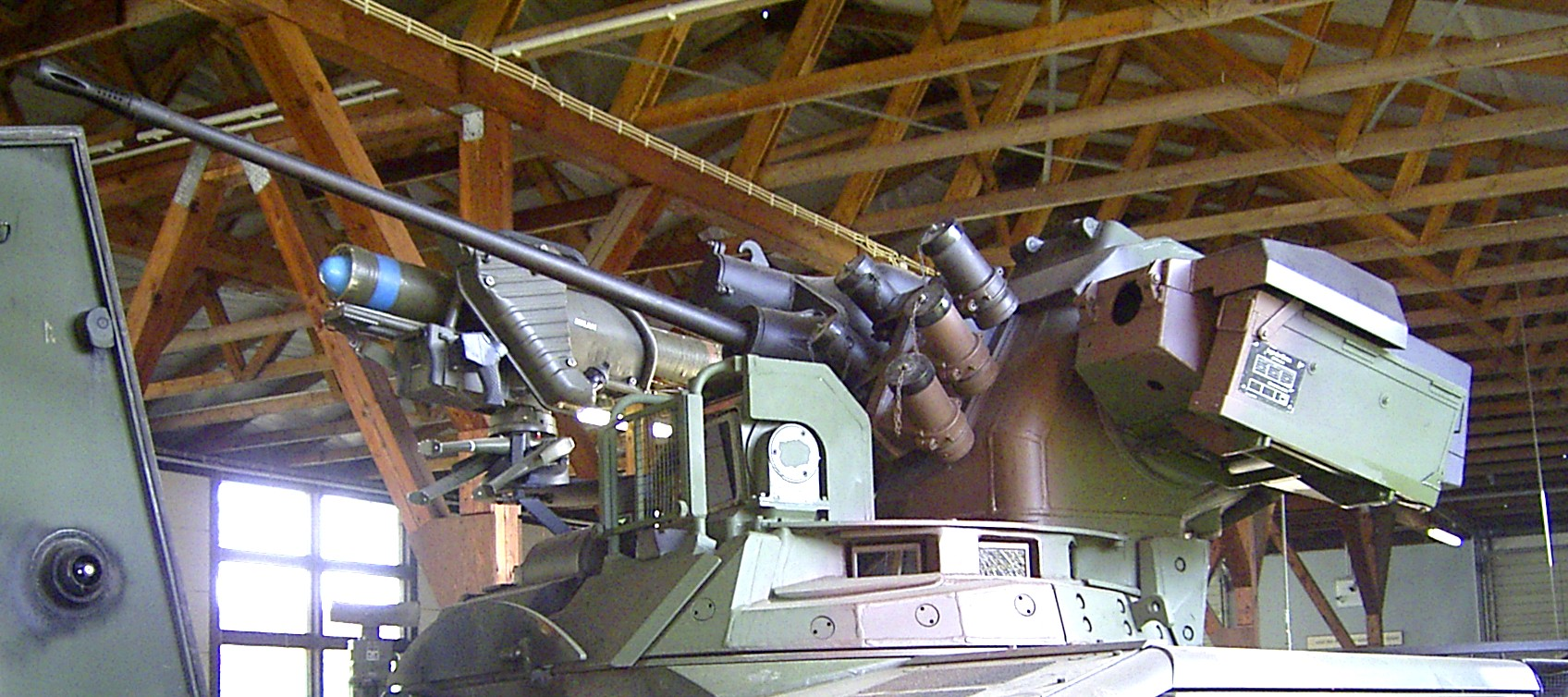
Башта Marder 1A3 з гарматою і ПТКР MILAN

Крім того, планувалося створити сімейство бойових машин піхоти, на базі яких можна було б розробити винищувачі танків з гарматним та ракетним озброєнням, 120-мм самохідні міномети, санітарні машини, транспортні бронетранспортери, зенітні самохідні установки та командні машини для протиповітряної оборони. Однак через особливості ведення бойових дій панцергренадерів виникли технічні проблеми з концепцією бойової машини піхоти, яка мала стати основою для всіх інших платформ. Тому розробка винищувачів танків була продовжена окремо й успішно завершена у 1967 році.
У січні 1960 року група компаній Rheinstahl (Rheinstahl-Witten, Rheinstahl-Hanomag, інженерне бюро Warnecke) та Henschel AG (Thyssen Industrie AG Henschel Kassel) разом з MOWAG були залучені до розробки семи прототипів. На основі HS 30 були представлені кілька концепцій. Прототипи першого покоління включали RU 111, RU 112 та RU 122 від Rheinstahl, 1HK 2/1 і 1HK 2/2 від Henschel, а також HM 1 та HM 2 від MOWAG. Всі прототипи мали бойову масу 16 тонн.
Однак через вплив партнерів по НАТО, які мали право голосу, та велику кількість пропозицій від інших відомств Бундесверу, випробування просувалися повільно. Угода між США та Федеративною Республікою Німеччина про розробку спільної бойової машини піхоти була скасована.
У 1963 році було скориговано вимоги для другого покоління. У результаті було створено прототипи з бойовою масою 20 тонн. Група Rheinstahl створила бойові машини піхоти RU 214, RU 261 та RU 262 з переднім розташуванням двигуна, покращеною задньою апареллю, одномісною баштою з 20-мм гарматою та протитанковою керованою ракетою. MOWAG розмістила двигун у середній частині своїх прототипів 2M1/1, 2M1/2 та 2M1/3. Загальна чисельність екіпажу була зменшена з 12 до 10 осіб (3+7). У 1964 році з’явилося третє покоління бойової машини піхоти з новими вимогами, що враховували нові потреби Бундесверу. Машина стала довшою та ширшою. Додатково було встановлено кулемет на кормі та бійниці з бортів для стрільби з укриття. В результаті аналізу другого покоління з’ясувалося, що одномісна башта не є оптимальною, тому була розроблена двомісна башта з гарматою на даху, яку можна було інтегрувати без суттєвих змін конструкції машини. У 1967 році були створені останні десять прототипів, які пройшли масштабні випробування в підрозділах. 1968 року з конкурсу вийшли прототипи MOWAG, а прототипи Rheinstal 1969 прийняли до серійного виробництва. Після двох років успішних випробувань у 1969 році був підписаний серійний контракт на постачання 2136 бойових машин піхоти. Перша серійна БМП була передана панцергренадерам 7 травня 1971 року. Бойові машини піхоти виробляли компанії Rheinstahl AG та Maschinenbau Kiel (MaK), серійне виробництво тривало до 1975 року.

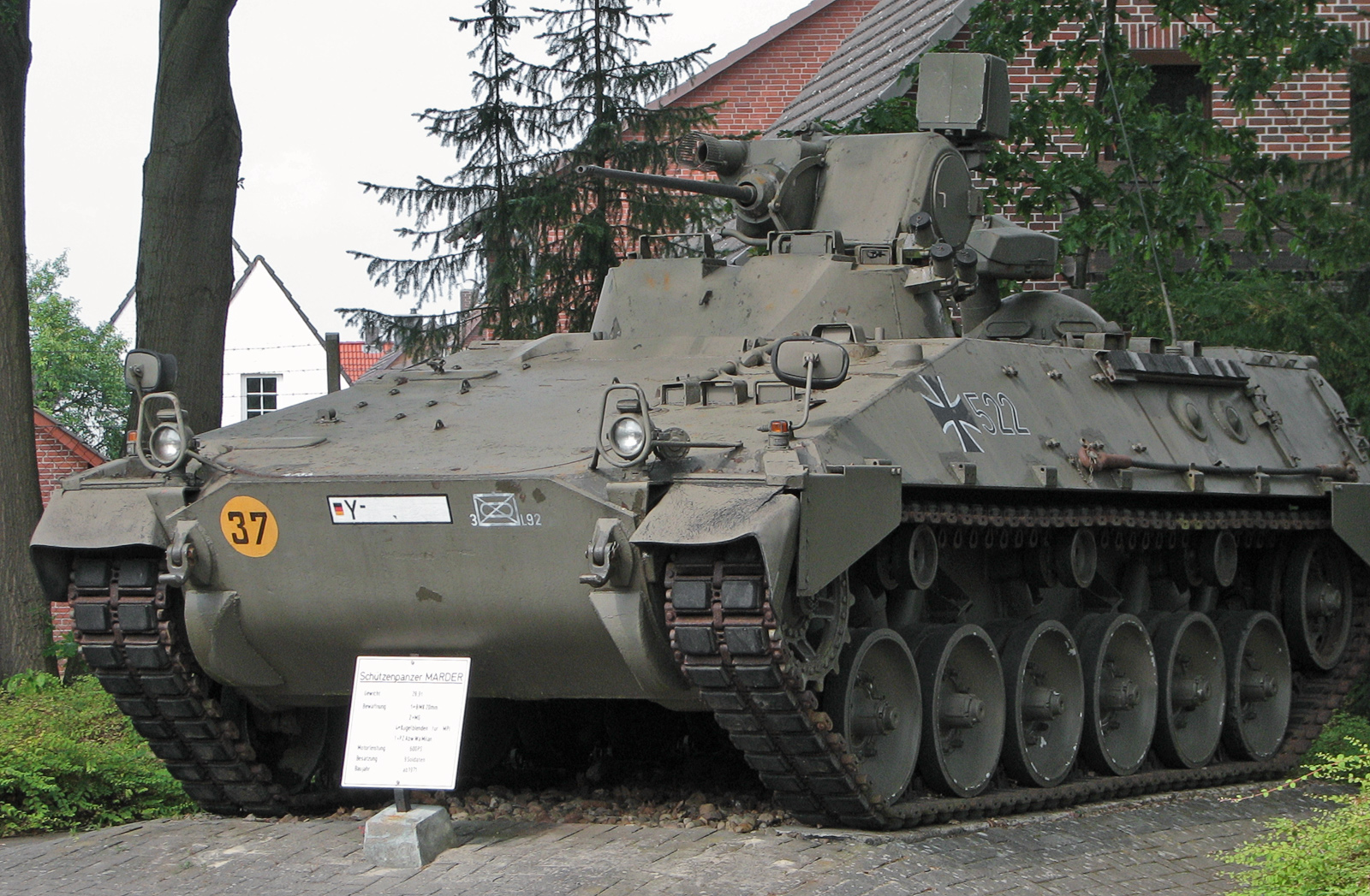
Прототип третього покоління

Конструкція виявилась придатною для подальших модернізацій. На основі БМП Marder компанія Thyssen-Henchel розробила для Аргентини основний бойовий танк Tanque Argentino Mediano (1979—1985).
У 1977—1979 роках на баштах усіх БМП Marder встановили ПТКР MILAN з боєкомплектом 6 ракет.
Було проведено кілька програм модернізації, які включали встановлення обладнання для нічного бачення та тепловізора, а також оновлену систему подачі боєприпасів до 20-мм гармати.
Близько 1985 року позначення БМП було змінено на Marder 1 (до цього вона просто називалася Marder), оскільки розроблялася нова бойова машина піхоти. Нова машина мала стати партнером для танка Leopard 2, так само як Marder був компаньйоном для Leopard 1, і отримала назву Marder 2, а старіші машини були перейменовані.
Програма модернізації A3 розпочалася в 1988 році. Компанія Thyssen-Henschel отримала контракт на модернізацію 2100 БМП Marder 1 серій A1/A2 до стандарту A3, з темпом 220 машин на рік. Перші модернізовані машини надійшли в армію Західної Німеччини в листопаді 1989 року. Пакет модернізацій включав:
- Поліпшену броню вагою 1600 кг, призначену для захисту від 30-мм гармати 2A42 на російській БМП-2. Броня також забезпечувала додатковий захист від суббоєприпасів касетних бомб.
- Люки над відділенням для піхоти були перегруповані.
- Підвіска була посилена, встановлена нова гальмівна система, а коробка передач перероблена. Опалювальну систему замінили на водяну систему обігріву.
- Конфігурація башти була змінена.
- Загальна вага нової версії склала 35 000 кг.

Деякі Marder 1A3 були переобладнані в командні танки для керування панцергренадерськими батальйонами шляхом встановлення радіостанції SEM 93 з криптографічним захистом та отримали позначення Marder 1A4. Зовнішніх відмінностей від Marder 1A3 немає.

### Marder 2

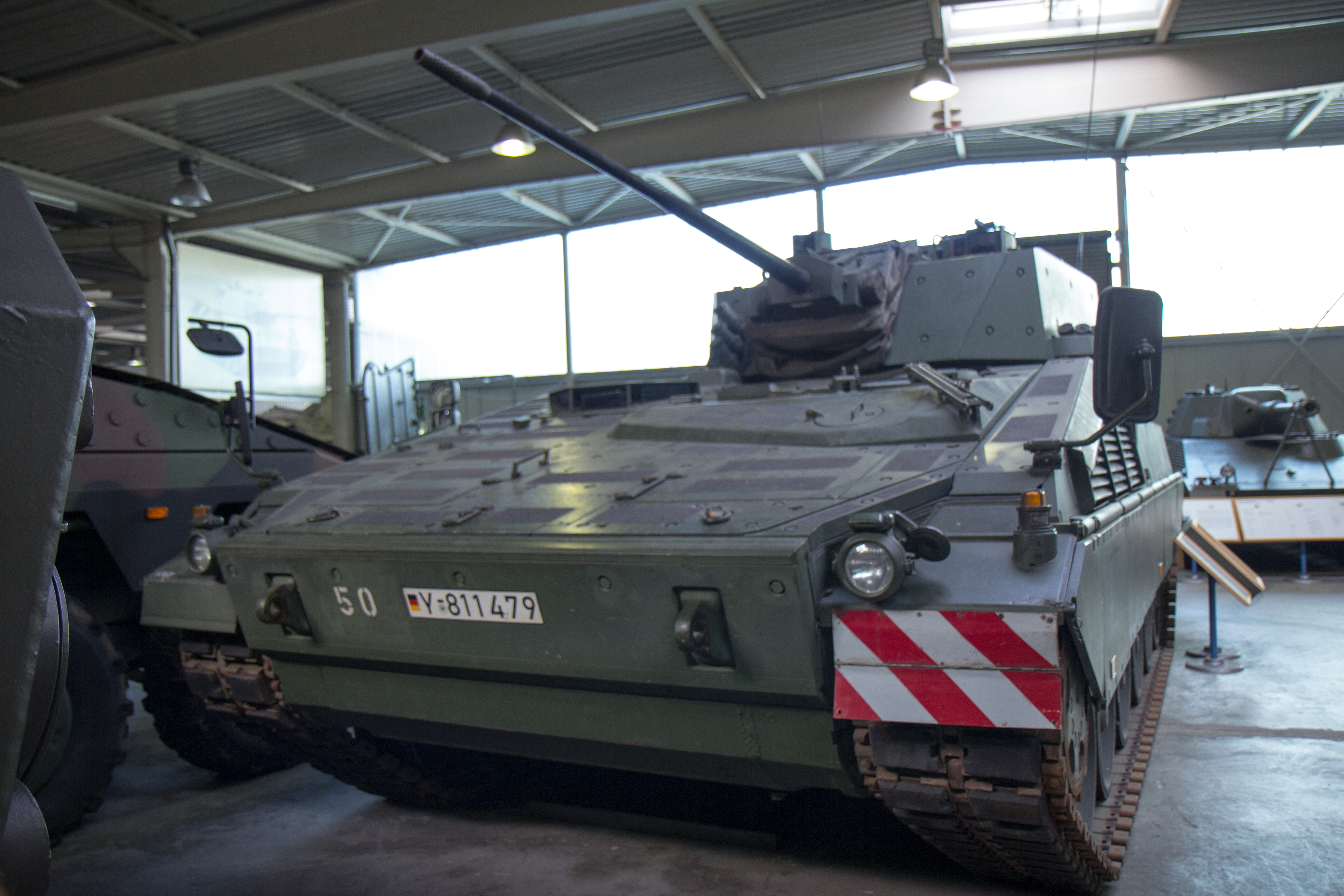
Прототип Marder 2

Наприкінці 1980-х років був розроблений БМП Marder 2, що бойовою силою та маневровістю на полі бою повинен був відповідати новому основному танку Leopard 2.
Планували зробити 1000 машин (1997—2001). Перший прототип VT 001 виготовили у 1991 році, але через зміну політичної ситуації (розвал СРСР) подальшу розробку визнали недоцільною.
Він мав вагу 42,6 т та інноваційні цифрові системи ведення стрільби і стабілізації гармати, призначався для 8-ми гренадерів. Захист повинен був витримувати влучання 30-мм снарядів, а озброєння складалось з 30/50 мм автоматичної швидкострільної гармати. Двигун MTU MT 881 потужністю 1 000 к.с. дозволяв розвивати швидкість до 75 км/год.
Одночасно Федеральне агентство озброєнь розробляло варіанти підвищення тактико-технічних характеристик Marder 1. Потенційний проєкт М12 передбачав посилення ходової частини, потужності двигуна, зміну бойового відділення, встановлення нової башти з 30-мм гарматою MK 30-2. Підрозділ Rheinmetall Keller und Knappich Augsburg (KUKA) розробив башту до закриття проекту. Системи протимінного захисту використали у модифікації Marder 1A5.

### Подальший розвиток
У 2001 році компанія Rheinmetall Landsysteme здійснила модернізацію системи встановлення димових гранат. Розташування пускових установок було змінено, і перепрограмовано систему управління для запуску всіх шести установок. До цього через конструктивні особливості використовувалися лише п’ять із шести пускових установок, оскільки права нижня установка була спрямована так, що під час запуску димової гранати вона могла вразити бортову гармату. Позначення машини не змінилося. Роком пізніше, 18 грудня 2002 року, почалося заплановане з 1996 року покращення бойових можливостей до версії Marder 1A5; воно включало встановлення протимінного захисту від протитанкових і фугасних мін. Ці заходи призвели до подальшої втрати мобільності, збільшення ваги до 37,5 тонн, а також до повної переробки і перепланування заднього бойового відділення, плану розміщення спорядження та оновлення системи охолодження двигуна. Rheinmetall передала першу з 74 таких модернізованих БМП до Бундесверу. Marder 1A5 використовуються в закордонних місіях та для навчання у військових школах.
У грудні 2010 року були доставлені перші десять Marder 1A5A1. Вони обладнані системою охолодження салону, системою РЕБ CG12 та багатоспектральним камуфляжем, спеціально розробленими для закордонних місій, таких як операція в Афганістані. Система охолодження знижує високі температурні навантаження, а система РЕБ і камуфляж «Barracuda» з системою теплопередачі підвищують живучість машини. До серпня 2011 року ще 35 машин Marder були модернізовані до версії 1A5A1.
Через виведення з експлуатації протитанкової керованої ракети Milan F2 та затримки з впровадженням нових БМП Puma, Marder 1A5 і 1A5A1 були оснащені системою протитанкових ракет MELLS. В рамках програми подовження терміну служби Marder планувалося до 2023 року на 78 машинах версії A5 замінити силовий агрегат, встановити новий двигун із потужністю 750 кінських сил (552 кВт), а також інтегрувати сучасніші тепловізійні та прицільні пристрої. Rheinmetall отримала за цю програму модернізації загалом 110 мільйонів євро.
Програма модернізації бойових машин піхоти Marder 1A5, які продовжують перебувати на озброєнні, реалізується Бундесвером паралельно із переходом на нові БМП «Puma», які надходять до механізованих підрозділів сухопутних військ німецької армії.

## Конструкція

### Броньовий корпус і башта
Броньовий корпус зварний, виконаний з броньових листів сталі XH-113 (типу 48ХМФА) товщиною до 30 мм. Також використовувалися кілька інших марок броньованої сталі з іншими співвідношеннями твердості та ударної в'язкості. Корпус повністю герметизований (особовий склад може перебувати всередині машини протягом 24 годин). Башта зварної конструкції, виготовлена зі сталевої броні, при цьому рівень захисту може бути посилений. У кормовому листі передбачені дверцята, що дозволяють здійснювати швидку посадку і висадку десанту під час руху машини.
У період 1989–1998 років було проведено програму модернізації машини до рівня A3, у рамках якої компанія Thyssen-Henschel отримала контракт строком на 10 років на модернізацію 2100 машин серій Marder 1 A1/A2 до рівня A3 з темпом 220 машин на рік.
Цільове призначення програми модернізації — підвищення рівня захищеності екіпажу та десанту з забезпеченням бронезахисту БМП в передньому секторі обстрілу від бронебійних підкаліберних снарядів 30-мм гармати 2А42 — основного озброєння радянської БМП-2. Модернізація БМП включала: доопрацювання корпусу і башти з установкою додаткового пасивного захисту загальною масою 1600 кг (при цьому загальна маса машини збільшилася на 5,5 тонн), зокрема листів-екранів товщиною від 8 до 15 мм зі сталі високої твердості, встановлених на гумових опорах-амортизаторах, з утворенням рознесених шарів; конформних навісних броненакладок по всьому периметру башти та додаткової броні даху для захисту від бойових елементів касетних боєприпасів. Виконано перекомпонування десантного відділення та башти. Бойова маса машини збільшена до 35 т.
Вмістимість машини — 10 осіб, включаючи трьох членів екіпажу, двоє з яких (командир і навідник) перебувають у башті, а механік-водій попереду корпусу зліва (за ходом руху). Бойове відділення знаходиться в середній частині корпусу.
Для захисту від зброї масового ураження всередині корпусу система NBC створює надлишковий тиск з продуктивністю 3м³/хв. Особовий склад може перебувати у ньому 24 години.

### Озброєння

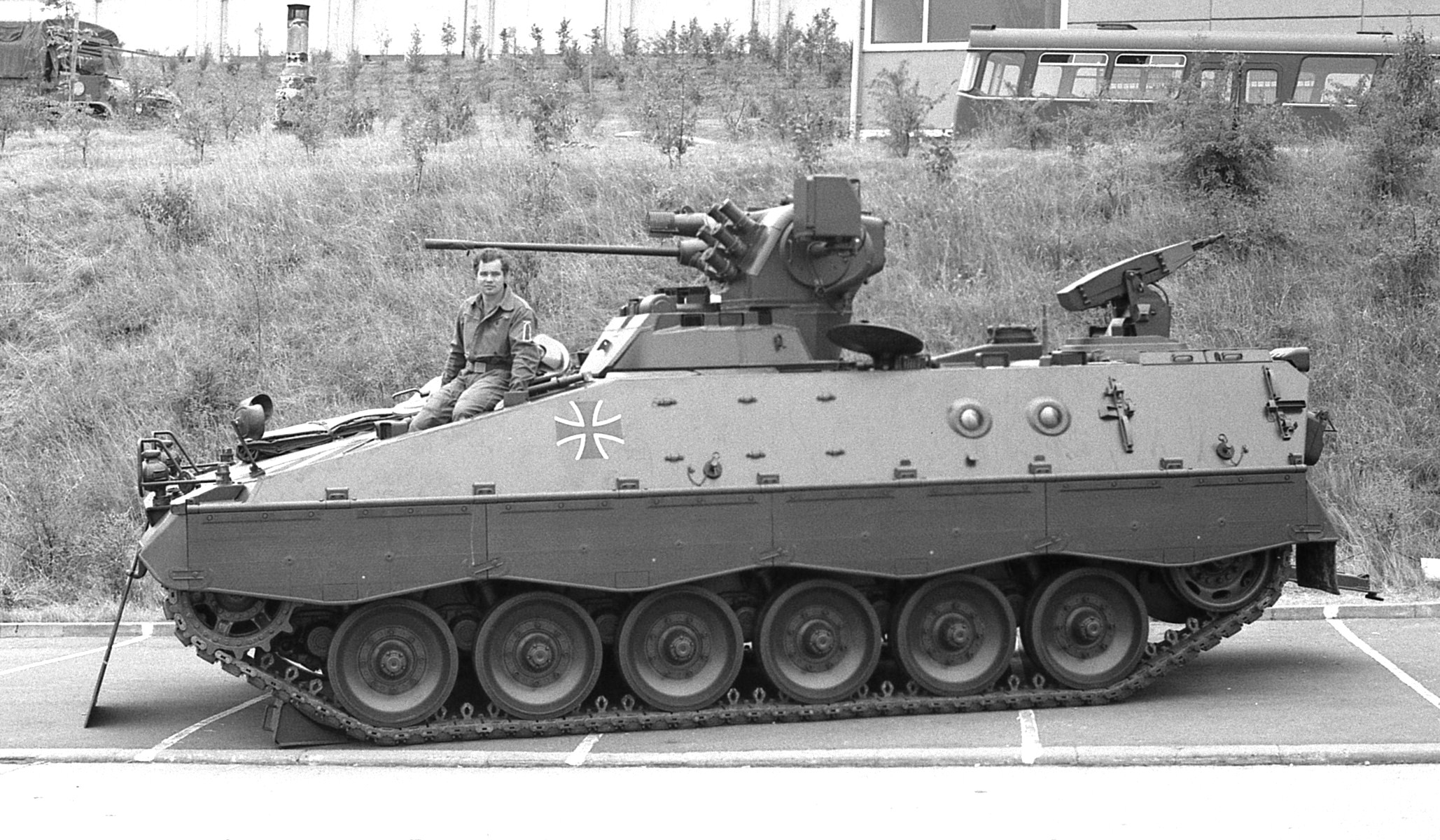
Рання версія Marder з дистанційно керованою кулеметною установкою, розташованою на кормі

Основним озброєнням є 20-мм автоматична гармата Rheinmetall MK 20 Rh202. Вона встановлена у невеликій двомісній башті і може стріляти як бронебійними, так і осколково-фугасними снарядами. Ліворуч від гармати, коаксіально, встановлений 7,62-мм кулемет MG 3. Башта має круговий оберт на 360 градусів і має кути вертикального наведення від -8 до +15 градусів зі швидкістю 40°/сек та обертатися зі швидкістю 60°/сек.
На ранніх моделях Marder, включно з версією 1A1, був встановлений другий кулемет MG3, спрямований назад і змонтований на кормовій у дистанційно керованій установці, якою керував один з десантників за допомогою коаксіального перископічного прицілу PERI-Z12 (з горизонтальною дугою обертання в 180° та вертикальною дугою від -15° до +55°). Зазвичай, машина несе 1250 снарядів для 20-мм гармати та 5000 набоїв для MG3.
На моделях починаючи з версії 1A1A на башту почали встановлювати ПТКР MILAN для посилення протитанкових можливостей. Зазвичай, всередині машини перевозяться чотири ракети.
Marder 1A5 і 1A5A1, які перебувають на озброєнні Бундесверу, оснащені системою протитанкових ракет MELLS.
Marder 1A1 та 1A2 на бортах мали чотири амбразури для стрільби (по дві з кожного боку), які десант міг використовувати для додаткового вогню по атакуючій піхоті. На моделях Marder 1A3 і вище їх прибрали через додатковий шар броні та зовнішні ящики для зберігання.
Шість 76-мм димових гранатометів можуть створювати візуальну та інфрачервону димову завісу.

### Двигун і трансмісія

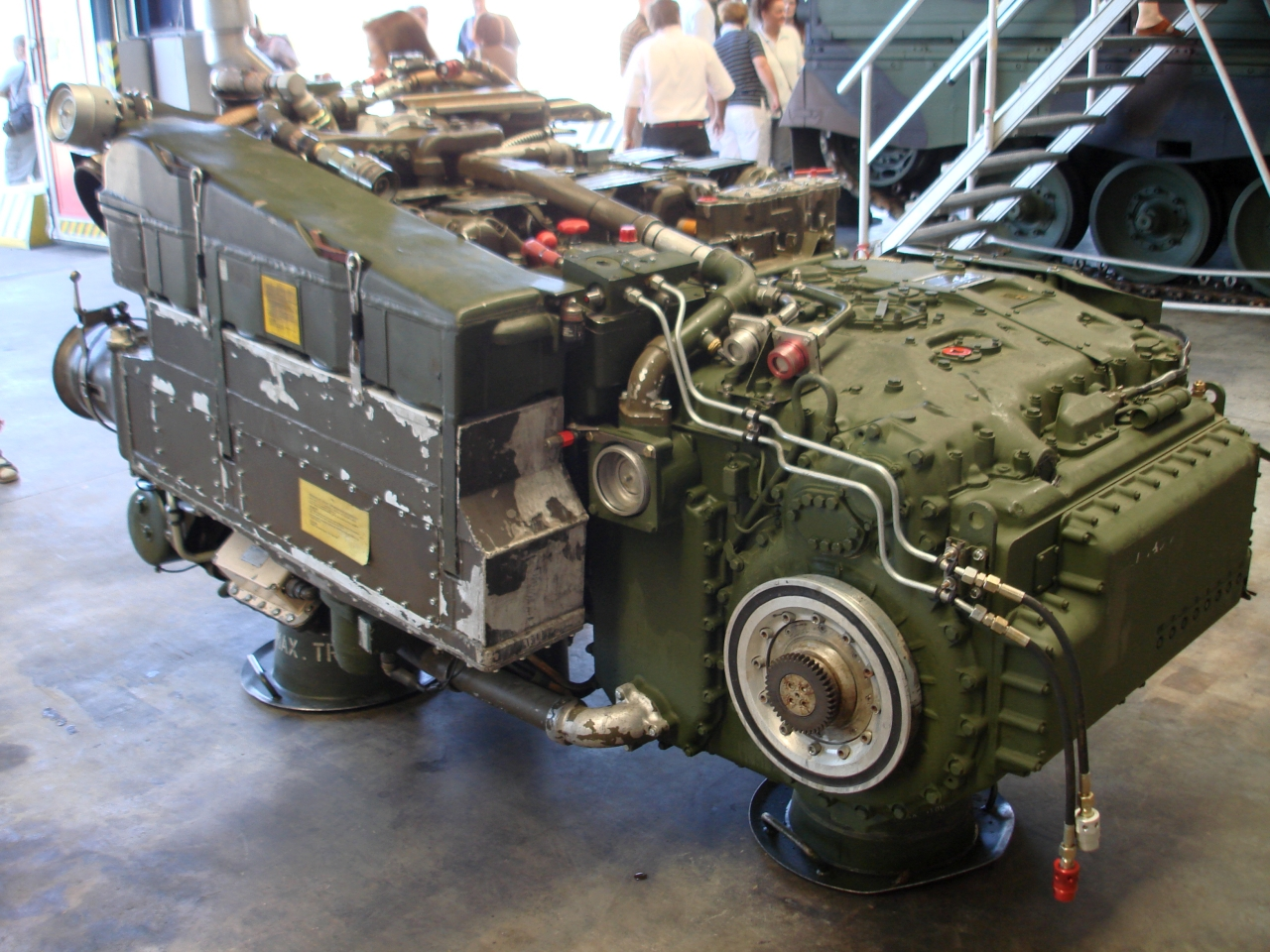
Двигун Marder 1

У моторно-трансмісійному відділенні встановлено чотиритактний шестициліндровий V-подібний багатопаливний дизельний двигун МВ833 Ea-500 фірми Daimler-Benz з турбонаддувом. Потужність двигуна 600 к.с. при 2200 об/хв, ступінь стиснення — 19,5. У бойовому та десантному відділеннях встановлено три паливні баки загальною ємністю 652 л. Цього вистачає на 520 км руху по шосе, а по хороших дорогах Німеччини — до 600 км. Система змащення — з сухим картером.
Гідромеханічна трансмісія RENK HSWL 194, встановлена перед двигуном, включає гідродинамічний трансформатор і гідростатичний редуктор, змонтовані в одному блоці. Коробка передач — планетарна, з гідротрансформатором на вході та механізмом реверсу. Наявність гідротрансформатора знижує навантаження на деталі та вузли трансмісії, але має невисокий ККД, виділяє додаткове тепло та знижує запас ходу, тому він включається тільки для старту з місця, у важких дорожніх умовах та при перемиканні передач, а в інших режимах блокується. КПП забезпечує 4 передачі вперед і назад, перемикання здійснюється електрогідравлічним приводом.

### Ходова частина
Гусениці з гумово-металевими шарнірами, підвіска торсіонна з гідроамортизаторами. Керування — рульовим колесом автомобільного типу. Безступінчастий механізм повороту дозволяє досить плавно змінювати радіус повороту машини. Гідротрансформатор, планетарні механізми повороту і сервоприводи значно полегшують роботу механіка-водія.
Marder оснащений кондиціонером та протипожежним обладнанням з двома балонами для дворазового гасіння — перший спрацьовує за сигналом термодатчиків, другий — від ручного перемикача на панелі керування. БМП живиться від генератора потужністю 9 кВт і шести акумуляторних батарей загальною ємністю 300 А·год, напруга бортової мережі — 24 В. На нижньому лобовому листі та кормі є буксирні гаки із замками, над кормовими дверима — поручень для полегшення посадки.

## Варіанти
- Marder 1 (1971) — базова модифікація.
- Marder 1 + MILAN — усі БМП Marder отримали ПТКР MILAN у період між 1977 і 1979 роками.
- Marder 1 A1 (1979—1980) — встановлено нові системи перископів, нічний приціл Z-59, захисту від ЗМУ, 20-мм гармата була забезпечена механізмом селективного живлення, що дозволяє переходити від ведення вогню осколково-фугасними снарядами до стрільби бронебійними снарядами. Маса 30 т. 
  - Marder 1 А1 (+) (1979–1982) — десант скорочено до 5 осіб, збільшено боєзапас. Протягом 1979–1982 років оновлено 674 машини.
  - Marder 1 А1 (-) (1979–1982) — як A1(+), але без тепловізора. До цього стандарту модернізовано 350 машин.
    - Marder 1 A1A3 — модифікація 1 A1 з системою шифрування зв'язку — радіостанцією SEM 80/90[de]
- Marder 1 A1A — модифікація A1 без пасивної системи нічного бачення Z-59. До цього стандарту оновлено 1 112 машин.
  - Marder 1 A1A4 — модифікація 1 A1A з системою шифрування зв'язку — радіостанцією SEM 80/90
- Marder 1 A1A2 — модифікація з шасі A2 і баштою з 1 A1.
  - Marder 1 A1A5 — модифікація 1 A1A2 з системою шифрування зв'язку — радіостанцією SEM 80/90.
- Marder 1 A2 (1984–1991) — у період між 1984 та 1991 роками всі Marder 1 Західної Німеччини було оновлено до стандарту A2. Це включало значну модифікацію підвіски, паливних баків, системи охолодження та системи очищення водою. Було встановлено нову систему прицілювання та систему стабілізації гармати ІІІ покоління. Інфрачервоне обладнання для освітлення було видалено. На всі машини було встановлено тепловізори, за винятком 674 машин A1(+), які вже мали їх.
  - Marder 1 A2А1 — модифікація 1 A2 з системою шифрування зв'язку — радіостанцією SEM 80/90
- Marder 1 A3 (1988–1998): 1 A2 з покращеною бронею (додаткова лобова броня, яка забезпечує захист від радянських 30-мм автоматичних гармат та касетних боєприпасів), заміною підвіски, гальмовою системою. Маса 35 тонн. Перебуває на озброєнні Бундесверу, станом на 2024 рік.
- Marder 1 A4 — модифікація 1 A3 з системою шифрування зв'язку — радіостанцією SEM 93
- Marder 1 A5 (2003–2004) — модифікація 1 A3 з посиленим протимінним захистом та повністю переробленим інтер'єром для уникнення травм від вибуху та ударів для екіпажу при підриві на міні. Оновлено 74 Marder 1 A3.
  - Marder 1 A5A1 (2010-2011) — модернізований варіант Marder 1 A5. Встановлено систему кондиціювання повітря, мультиспектральне камуфлювання корпусу та системи РЕБ. Модернізовано близько 35 машин.

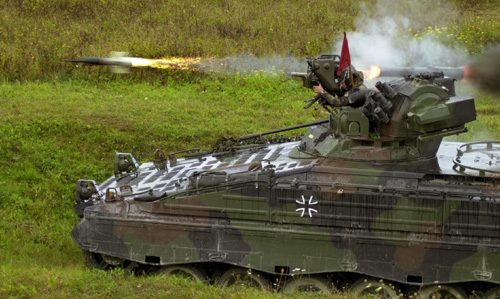
Marder 1A3 запускає ракету MILAN під час навчань.
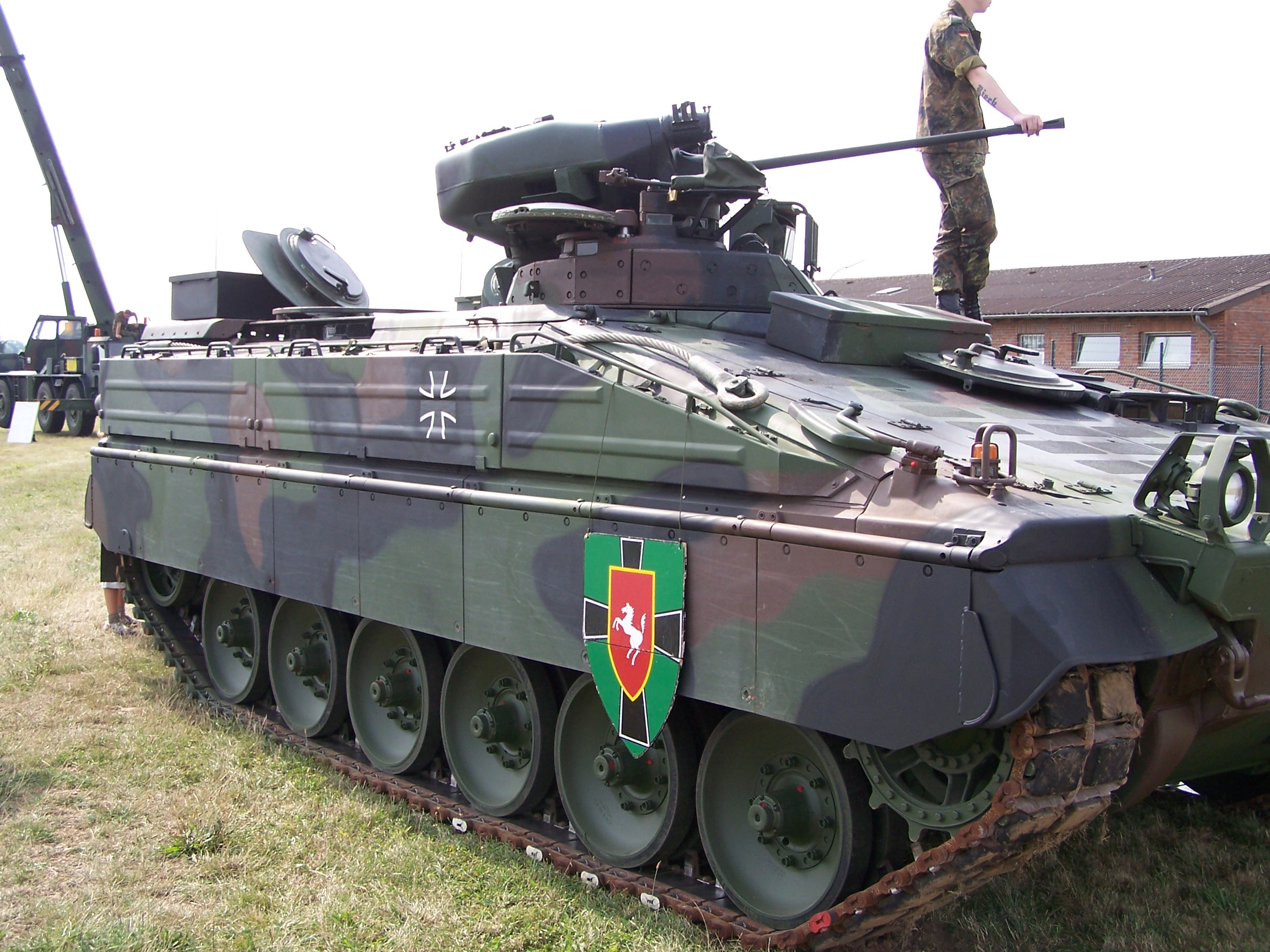
Marder 1A5.
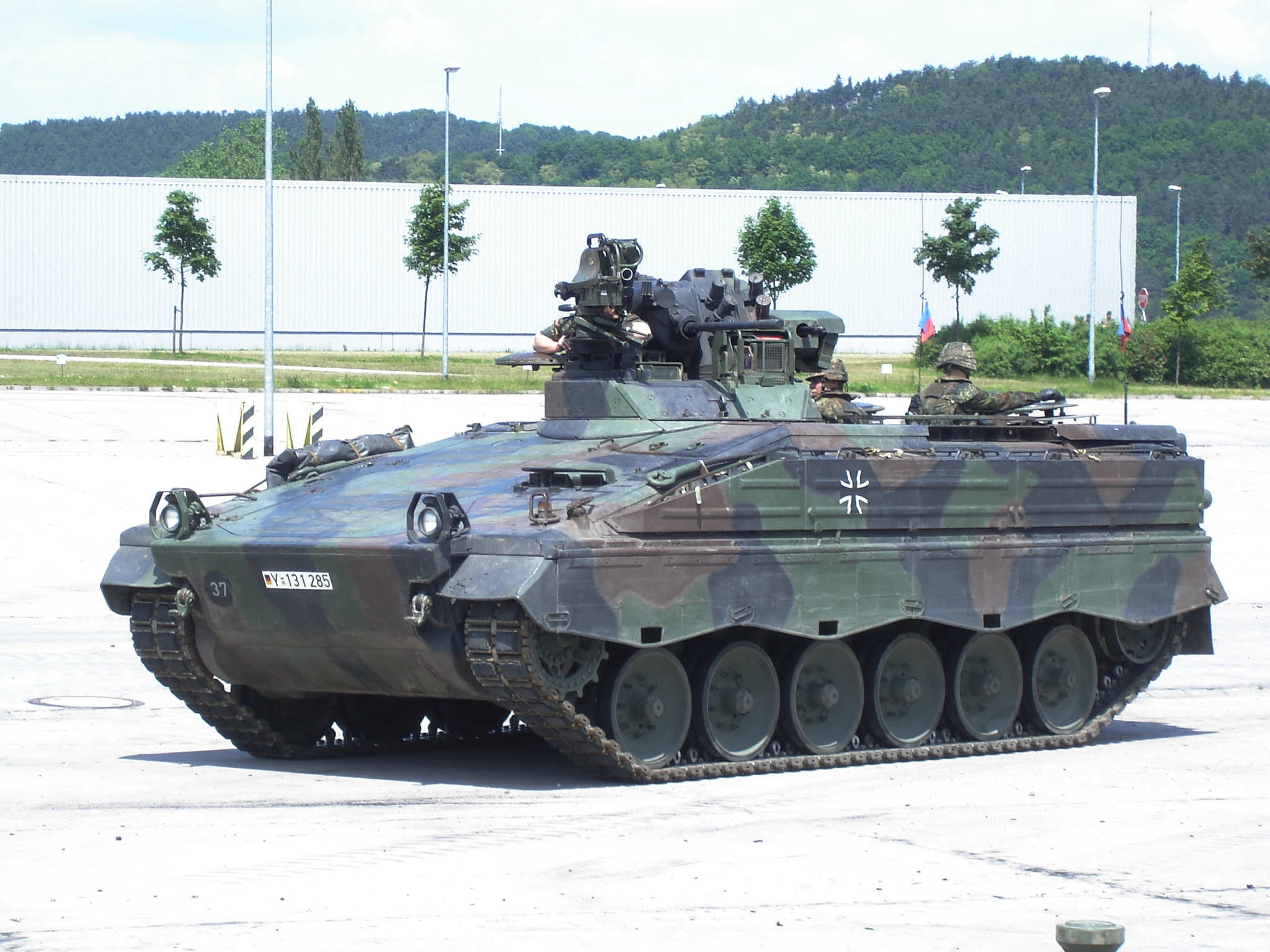
Marder 1A3 з 391-го панцергренадерського батальйону, 2006 рік.

## Порівняння з іншими серійними БМП
|                                        | Німеччина Lynx                                   | Сінгапур Hunter AFV           | Німеччина Puma                  | Південна Корея K21        | Ізраїль Намер               | КНР ZBD-04                        |
| -------------------------------------- | ------------------------------------------------ | ----------------------------- | ------------------------------- | ------------------------- | --------------------------- | --------------------------------- |
| Зовнішній вигляд                       |                                                  |                               |                                 |                           |                             |                                   |
| Рік прийняття на озброєння             | 2022                                             | 2019                          | 2015                            | 2009                      | 2008                        | 2004                              |
| Бойова маса, т                         | 44                                               | 29,5                          | 31,45-43                        | 25,6                      | 60                          | 20/24                             |
| Екіпаж                                 | 3                                                | 3                             | 3                               | 3                         | 3                           | 3                                 |
| Десант                                 | 8                                                | 8                             | 6                               | 9                         | 8                           | 7                                 |
| Активний захист                        | StrikeShield                                     | немає                         | КОЕП MUSS та EADS               | так                       | Trophy                      | немає                             |
| Динамічний захист                      | так                                              | немає                         | ERA CLARA Dynamit Nobel Defence | так                       | так                         | VN-12                             |
| Захищеність лоба, STANAG 4569 Рівень   | 6                                                | 5                             | від 45-мм (ОПС)                 | 6                         | танкова                     | 6                                 |
| Захищеність бортів, STANAG 4569 Рівень | 4                                                | 4                             | 6                               | 4                         | танкова                     | 4                                 |
| Протимінний захист, STANAG 4569 Рівень | 4b                                               | 4b                            | 4b                              | 4b                        | 4b                          | 4                                 |
| Автоматична гармата, мм                | 35                                               | 30                            | 30                              | 40                        | 30                          | 100 і 30                          |
| Боєкомплект, пострілів                 | 200                                              | 200                           | 400                             | 200                       | н/д                         | 30-40 і 500                       |
| Швидкострільність, пост./хв            | 200                                              | 300                           | 200-700                         | 300                       | н/д                         | 10 і 300                          |
| ПТРК                                   | Spike                                            | Spike-LR2                     | Spike-LR                        | Raybolt                   | Spike-MR                    | HJ-9                              |
| Кулемети                               | 7,62 мм                                          | 7,62 мм                       | 1×5,56-мм MG4                   | 7,62 мм                   | 7,62 мм                     | 7,62 мм/5,8 мм QJT-88             |
| Додаткове озброєння                    | СДГ                                              | СДГ                           | СДГ                             | СДГ                       | СДГ, 60-мм міномет          | СДГ                               |
| Потужність двигуна, к. с.              | 1470                                             | 720                           | 1088                            | 840                       | 1200                        | 590/670                           |
| Питома потужність, к. с./т             | 33,4                                             | 24,4                          | 25,3-34,6                       | 32,8                      | 20                          | 29,5/27,9                         |
| Максимальна швидкість, км/год          | 65                                               | 70                            | 70                              | 70                        | 60                          | 65/75                             |
| Запас ходу по шосе, км                 | 600                                              | 500                           | 600                             | 450                       | 500                         | 500                               |
| Прохідний брід, м                      | 1,2                                              | 1,2                           | 1,2, плаває (у ранніх версіях)  | плаває                    | 1,2                         | плаває                            |
|                                        | Австрія/ Іспанія ( Велика Британія) ASCOD (Ajax) | Сінгапур Bionix AFV           | Італія Dardo                    | Швеція CV90               | Японія Тип 89               | Росія БМП-3                       |
| Зовнішній вигляд                       |                                                  |                               |                                 |                           |                             |                                   |
| Рік прийняття на озброєння             | 2002                                             | 1999                          | 1998                            | 1993                      | 1989                        | 1987                              |
| Бойова маса, т                         | 26,3-28(38-42)                                   | 23-24,8                       | 23,4-25,8                       | 23–35                     | 26,5                        | 18,7-22,7                         |
| Екіпаж                                 | 3                                                | 3(2)                          | 3                               | 3                         | 3                           | 3                                 |
| Десант                                 | 8                                                | 7(9)                          | 6                               | 8                         | 7                           | 7                                 |
| Активний захист                        | немає                                            | н/д                           | немає                           | Iron Fist                 | н/д                         | КОЕП ТШУ-2 «Штора-1», Арена       |
| Динамічний захист                      | SABBLIR                                          | н/д                           | немає                           | від Rafael                | н/д                         | Кактус                            |
| Захищеність лоба, STANAG 4569 Рівень   | 6                                                | 3                             | 5                               | 6                         | 4                           | 6                                 |
| Захищеність бортів, STANAG 4569 Рівень | 4                                                | 2                             | 4                               | 6                         | 3                           | 2                                 |
| Протимінний захист, STANAG 4569 Рівень | 4                                                | 3                             | 4                               | 3                         | 3                           | 4                                 |
| Автоматична гармата, мм                | 30(40)                                           | 30                            | 25                              | 35(40)                    | 35                          | 100 і 30                          |
| Боєкомплект, пострілів                 | 200 + 205 в корпусі                              | 180                           | 200                             | 300(232, в магазині - 24) | 300                         | 40 (22 в автоматі заряджання)/500 |
| Швидкострільність, пост./хв            | 770(200)                                         | 200                           | 600                             | 200(330)                  | 200                         | 10/330                            |
| ПТРК                                   | Spike (FGM-148 Javelin)                          | немає                         | TOW                             | Spike                     | немає                       | 9K116-3 «Басня»                   |
| Кулемети                               | 7,62 мм                                          | 2 × 7,62-мм                   | 2 × 7,62-мм                     | 7,62 мм                   | 7,62 мм                     | 3 × 7,62-мм ПКТ                   |
| Додаткове озброєння                    | СДГ                                              | СДГ                           | СДГ                             | СДГ                       | СДГ                         | СДГ                               |
| Потужність двигуна, к. с.              | 600-720(805)                                     | 660                           | 512                             | 750                       | 600                         | 550                               |
| Питома потужність, к. с./т             | 21,4-27,4 (19,2-21,2)                            | 22,2-23,9                     | 19,8-21,9                       | 21,4-32,6                 | 22,6                        | 29-35,3                           |
| Максимальна швидкість, км/год          | 70                                               | 65                            | 70                              | 70                        | 60                          | 70                                |
| Запас ходу по шосе, км                 | 500                                              | 500                           | 600                             | 450                       | 400                         | 600                               |
| Прохідний брід, м                      | 1,2                                              | 1,2                           | 1,5                             | плаває                    | 1,4                         | 1,2                               |
|                                        | Аргентина VCTP                                   | Велика Британія Warrior       | США M2 Bradley                  | Франція AMX-10P           | Німеччина Marder            |                                   |
| Зовнішній вигляд                       |                                                  |                               |                                 |                           |                             |                                   |
| Рік прийняття на озброєння             | 1987                                             | 1987                          | 1981                            | 1973                      | 1971                        |                                   |
| Бойова маса, т                         | 22,5                                             | 25,4                          | 21,3-34,25                      | 14,2                      | 33,5                        |                                   |
| Екіпаж                                 | 3                                                | 3                             | 3                               | 3                         | 3                           |                                   |
| Десант                                 | 10                                               | 7                             | 7                               | 8                         | 6                           |                                   |
| Активний захист                        | н/д                                              | немає                         | Iron Fist                       | немає                     | немає                       |                                   |
| Динамічний захист                      | н/д                                              | немає                         | BRAT                            | немає                     | немає                       |                                   |
| Захищеність лоба, STANAG 4569 Рівень   | 4                                                | 5                             | 6                               | 2                         | 4                           |                                   |
| Захищеність бортів, STANAG 4569 Рівень | 3                                                | 4                             | 3                               | 2                         | 3                           |                                   |
| Протимінний захист, STANAG 4569 Рівень | 4                                                | 4                             | 4                               | 2                         | 3b                          |                                   |
| Автоматична гармата, мм                | 20                                               | 30                            | 25                              | 20                        | 20                          |                                   |
| Боєкомплект, пострілів                 | 1400                                             | 250                           | 900                             | 800                       | 1250                        |                                   |
| Швидкострільність, пост./хв            | 880-1030                                         | 90                            | 200                             | 740                       | 1000                        |                                   |
| ПТРК                                   | немає                                            | немає                         | TOW                             | немає                     | немає                       |                                   |
| Кулемети                               | 2 × 7,62-мм FN MAG 60,40                         | 7,62 мм                       | 7,62 мм, 12,7 мм                | 7,62 мм АА-52             | 7,62 мм                     |                                   |
| Додаткове озброєння                    | СДГ                                              | СДГ                           | СДГ                             | СДГ                       | СДГ                         |                                   |
| Потужність двигуна, к. с.              | 450                                              | 550                           | 600                             | 275                       | 600                         |                                   |
| Питома потужність, к. с./т             | 16,7                                             | 21,65                         | 17,5-28,2                       | 19,4                      | 17,9                        |                                   |
| Максимальна швидкість, км/год          | 80                                               | 70                            | 54-66                           | 65                        | 70                          |                                   |
| Запас ходу по шосе, км                 | 500                                              | 660                           | 500                             | 600                       | 500                         |                                   |
| Прохідний брід, м                      | 1,2                                              | плаває (з понтонними бортами) | 1,2, плаває (у ранніх версіях)  | плаває                    | 1,0, плаває (базова версія) |                                   |

## Бойове застосування

### Війна в Афганістані
З 2009 по 2011 роки Бундесвер використовував щонайменше 20 БМП Marder у бойових діях в Афганістані. Незважаючи на свій вік та зовсім іншу концепцію бойового застосування, Marder добре зарекомендував себе у закордонних операціях Бундесвера в різних кліматичних умовах та при різній інтенсивності бойових дій. Серед солдатів БМП Marder були дуже популярні завдяки високій вогневій потужності, броньованому захисту та надійності.
Дві БМП були пошкоджені саморобними вибуховими пристроями під час наступу, очолюваного німецькими силами проти бійців Талібану в Кундузі 31 жовтня 2010 року. Пізніше, в ході битви, яку коаліція назвала «Операція Халмазаг», один Marder відбив спробу Талібану обійти позиції, зайняті німецькими парашутистами. 2 червня 2011 року поблизу Кундуза німецький «Мардер» був знищений 200-кілограмовим СВП, внаслідок чого один солдат загинув, а п'ятеро отримали поранення.

### Російсько-українська війна
БМП Marder перебувають на озброєнні 25 ОПДБр, 36 ОБрМП 80 ОДШБр, 82 ОДШБр, 95 ОДШБр та 225 ОШБ. Активно застосовуються під час бойових дій в ході російсько-української війни.
«Мардери» використовувалися під час літнього контрнаступу 2023 року на запорізькому напрямку.
Також відомо про застосування БМП Marder під час курської операції 2024 року.
Командир 95-ї окремої десантно-штурмової Поліської бригади ДШВ ЗСУ полковник Олег Апостол підкреслив значення «Мардерів», які ефективно використовувалися для прориву позицій ворога:
На Курщині вони працювали, як косарка – знищували споруди, де ховалися росіяни. Якби не така техніка, я не знаю, чи взяв би Малу Локню.— Полковник Олег «Формоза» Апостол.
22 жовтня 2024 року бійці 225 ОШБ виклали відео застосування БМП Marder від першої особи в Курській області. На відео БМП веде вогонь по позиціях росіян та проводить маневри.
Станом на 26 липня 2025 року редактори Oryx Blog знайшли фото чи відео підтвердження безповоротної втрати Україною 35 БМП Marder: 28 знищено та 7 захоплені російськими військовими. Ще 9 машин було покинуто українськими військовими (поточний стан машин невідомий).

## Оператори

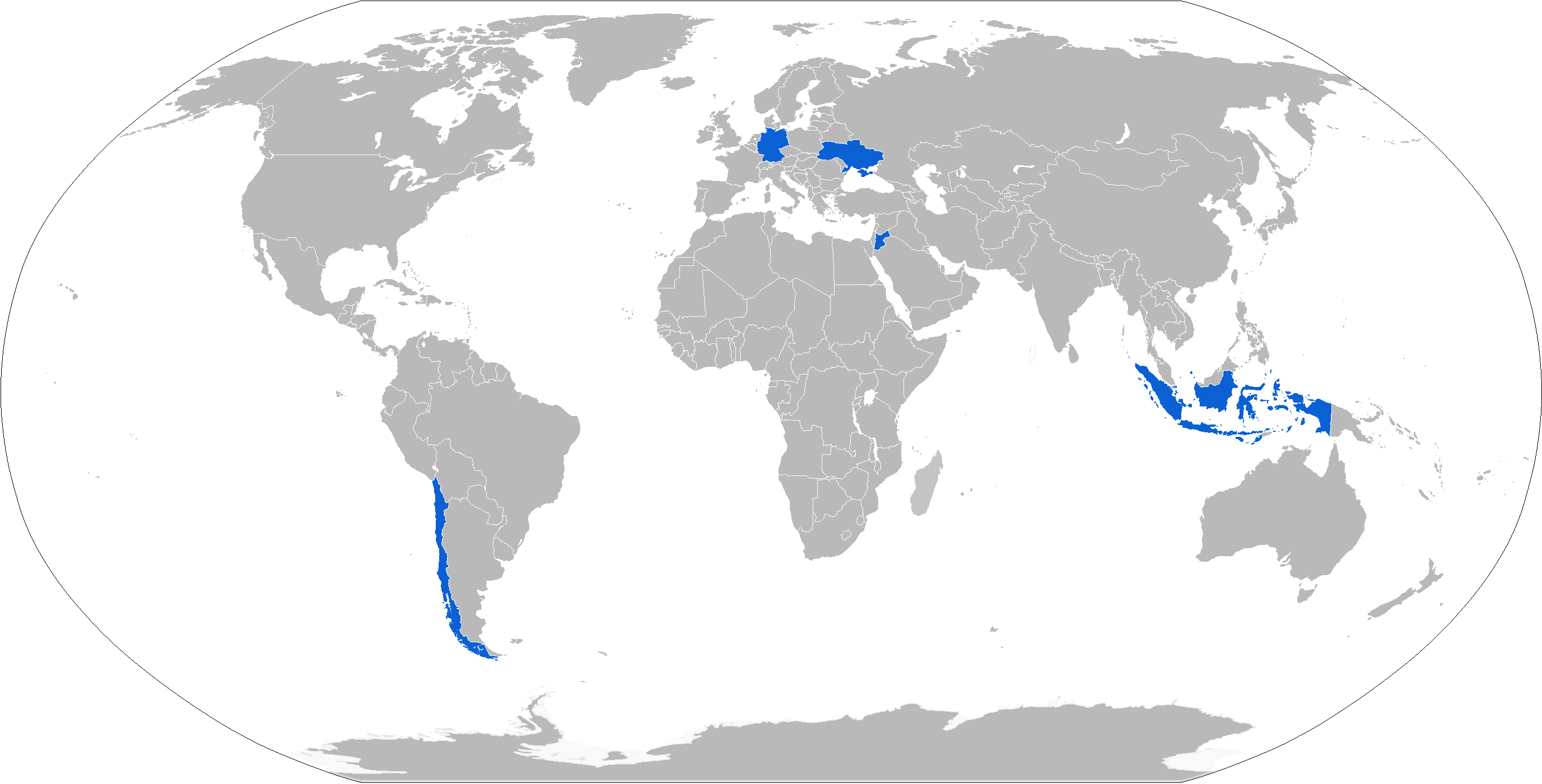
Країни — оператори БМП Marder

- Греція: 40 од. Marder 1A3 на озброєнні, станом на 2025 рік[19][20].
- Індонезія: 42 од. Marder 1A3 на озброєнні, станом на 2025 рік[21].
- Йорданія: 50 од. Marder 1A3 на озброєнні, станом на 2025 рік[22].
- Німеччина: 258 од. Marder 1A3/A4 і 72 од. Marder 1A5 на озброєнні, станом на 2025 рік[23].
- Україна: близько 110 одиниць Marder 1A3 на озброєнні, станом на 2025 рік[24]. 120 од. Marder 1A3 поставлено від Німеччини у 2022—2023 рр. Має надійти ще 20 од.[25][26], частина втрачена в ході бойових дій.
- Чилі: 173 од. Marder 1A3 на озброєнні, станом на 2025 рік[27].

### Україна
За даними видання Die Welt на тлі російської навали в березні 2022 року міністр оборони України надіслав до Німеччини запит на передачу 100 БМП Marder, проте цей запит залишився без відповіді протягом понад тижня. Нарешті, наприкінці березня міністр оборони зателефонував своїй німецькій колезі, й запит було відхилено. За словами німецького міноборони «Є запит щодо Marder. Всі наші власні бойові машини піхоти Marder залучені до зобов'язань НАТО, тому рішення також має бути ухвалене в межах НАТО».
Але в другій половині травня видання Bild отримало доступ до службових документів, з яких випливало, що Міністерство оборони Німеччини має 32 БМП Marder, які «більше не використовуються» та «можуть бути відремонтовані за потреби». Разом з тим Уряд Шольца блокує це рішення. Також зазначають, що Федеральна рада безпеки блокує передачу 100 машин Marder, які готова передати компанія Rheinmetall.
Натомість, Олаф Шольц виступив з пропозицією передати 50 БМП Marder до Греції, а натомість Греція передасть наявні в неї 122 БМП-1A1 Ost Україні. Але окрім того, що замість потужніших Marder за такої схеми Україна отримає морально застарілі БМП-1, на додачу вона спричинить затримку — в найкращому випадку грецькі БМП зможуть надійти до України восени або ж на початку зими 2023 року.
12 червня 2022 року генеральний директор Rheinmetall Армін Паппергер повідомив, що перші п'ять машин уже пройшли ремонт і модернізацію та готові до відправлення. Однак, саме федеральний уряд має визначити кому будуть відправлені ці машини.
5 січня 2023 року після телефонної розмови президента США Джо Байдена і канцлера ФРН Олафа Шольца стало відомо про рішення Німеччини передати Marder в кількості 40 одиниць та батарею MIM-104 Patriot Україні.
27 січня 2023 німецькі ЗМІ повідомили про прибуття до Німеччини українських військових для навчання на БМП Marder.
21 березня 2023 року німецька компанія Rheinmetall на замовлення Федерального уряду Німеччини капітально відремонтувала для України 20 БМП Marder 1A3.
В червні 2023 року було відновлено ще 20 БМП Marder зі складу Бундесверу.
Німеччина планує передати Україні ще 60 одиниць БМП Marder. 40 БМП мають надійти до кінця 2023 року.
За словами генерального директора концерну Rheinmetall Арміна Паппергера, за досвідом бойового використання бойові машини піхоти Marder належать до числа найуспішнішіх зразків озброєння виробництва концерну й передані Силам оборони України.

## У культурі
- В ММО-грі War Thunder представлені Marder 1 А1 (-) та Marder 1 A3 як винищувачі танків зі статусом легкого танка V рангу.
- В серії стратегій Wargame представлені Marder 1, Marder 1 A1, Marder 1 A2 та Marder 1 A3 як БМП Західної Німеччини.